# 1938 v loďstvech
Tento článek obsahuje významné události v oblasti loďstev v roce 1938.

## Lodě vstoupivší do služby
- 27. února –  ORP Gryf – minonoska

- 16. února –  HMS Ark Royal (91) – letadlová loď

- 12. května –  USS Enterprise (CV-6) – letadlová loď třídy Yorktown

- 19. července –  Sri Ajudhja – loď pobřežní obrany třídy Sri Ajudhja

- 5. října –  Thonburi – loď pobřežní obrany třídy Sri Ajudhja

- prosinec –  Strasbourg – bitevní loď třídy Dunkerque